# مساعدة جنسية
المساعدة الجنسية هي دعم للأشخاص ذوي الاعاقة الجسدية حتى يتمكنوا من استعمال أجسادهم للمباشرة الجنسية وممارسة الجنس.  قد لا يتمتع بعض الأشخاص ذوي الإعاقات الجسدية بالبراعة أو القدرة على الحركة أو غير ذلك مما يؤدي لعدم قدرتهم على ممارسة الأنشطة الجنسية، بما في ذلك الاستمناء، دون مساعدة جسدية من شخص آخر. قد يتراوح الدعم المقدم من المساعدة في التحضير، والتي قد تشمل العناية الذاتية؛ الوصول إلى مساعدات الجنس أو الخدمات الجنسية؛ والمساعدة البدنية في الحركة الجسدية والتموضع.

## الأخلاق والنقد
انظر أيضًا: إلغاء الدعارة
يعتقد أنصار المساعدة الجنسية أن هذه الممارسة تسمح للأشخاص ذوي الإعاقة بممارسة حقوقهم الجنسية على نفس الأساس الذي يمارسه الأفراد غير المعاقين، وبالتالي وضع خدمات المساعدة الجنسية في نفس فئة أي شكل آخر من أشكال المساعدة الاجتماعية. وتعتبر المواقف المعارضة أنها شكل من أشكال الدعارة ، والتي تعتبر في نظرهم استغلالًا جنسيًا ، ويجب إلغاؤها.

## روابط خارجية
- منصة المساعدة الجنسية الأوروبية
- المساعدة الجنسية.

1. ↑  "¿Qué son los asistentes sexuales para personas con discapacidad?". Diario ABC (بالإسبانية). 15 Feb 2020. Archived from the original on 2023-02-14. Retrieved 2024-09-02.
2. ↑  Sexydis (5 Jul 2020). "Nuevo Artículo : "Asistencia Sexual. La Gran Desconocida" - Revista Muy Interesante". Sexualidad y Discapacidad (بالإسبانية). Archived from the original on 2024-09-02. Retrieved 2024-09-02.
3. ↑  "ASISTENCIA SEXUAL, LA GRAN DESCONOCIDA | POR CARLOS DE LA CRUZ Sexólogo". DiscountMags.com. مؤرشف من الأصل في 2024-09-05. اطلع عليه بتاريخ 2024-09-02.
4. ↑  "The 'Hand Angels' helping disabled people with sex". BBC News (بالإنجليزية البريطانية). Archived from the original on 2024-02-24. Retrieved 2024-09-02.
5. ↑  Bahner، Julia (2020). Sexual citizenship and disability: understanding sexual support in policy, practice and theory. Interdisciplinary disability studies. Abingdon New York (NY): Routledge. ISBN:978-1-138-59423-4.
6. ↑  De AsíS Roig، Rafael (13 يونيو 2019). "IS SEXUAL ASSISTANCE A RIGHT?". The Age of Human Rights Journal ع. 12: 133–147. DOI:10.17561/tahrj.n12.7. ISSN:2340-9592. مؤرشف من الأصل في 2024-07-18.
7. ↑  Ballesteros, Esther (20 Aug 2022). "La asistencia sexual a personas con discapacidad: entre el tabú y la sombra de la prostitución". ElDiario.es (بالإسبانية). Archived from the original on 2023-02-14. Retrieved 2024-09-02.
8. ↑  Press، Europa (13 فبراير 2023). "¿Qué es un asistente sexual para personas con discapacidad y como está regulado?". www.europapress.es. مؤرشف من الأصل في 2023-04-02. اطلع عليه بتاريخ 2024-09-02.